# Pepeto López
Juan Ernesto López (Valencia, 22 de septiembre de 1935-Caracas, 10 de diciembre de 2018), más conocido por su seudónimo Pepeto, fue un actor y comediante venezolano, humorista carismático y uno de los precursores del humor televisivo en Venezuela.

## Biografía
Nació el 22 de septiembre de 1935 en la ciudad de Valencia, estado Carabobo. Su educación básica la realizó en el Colegio La Salle Tienda Honda de Caracas y de allí comenzó a estudiar Arquitectura en la Universidad Central de Venezuela, le atraía el deporte y las artes escénicas, en esto último se reunía en los lugares de tertulias de la facultad, donde se llegó a agrupar lo más granado de la  generación de la comicidad venezolana, que arropará más de tres décadas de la historia humorística venezolana, como  Cayito Aponte, Joselo, Charles Barry, Beto Parra  y José Ignacio Cadavieco.      
En los espacios de arquitectura a finales de los 50, participaba en show realizados en la universidad, uno se denominaba el Show de Arquitectura donde personificaba al “mago cómico”,  En estas actividades artísticas universitarias, llamó la atención de productores de radio y televisión. Su talento artístico lo lleva a participar en la radio con el programa en vivo "La cruzada del buen humor" adoptado por el Show de Víctor Saume y en televisión como Radio Rochela, nombre que Pepeto López se lo atribuye a Edmundo Valdemar, en este programa tenía el papel de “¡Qué loco!”,  sin embargo los personajes de “Genovevo” , “Papu Papa” y  “Félix Gonzalito” y la imitación de figuras políticas, lo catapultan al estrellato nacional,  convirtiéndose en parte del imaginario colectivo de las generaciones de los años 60, 70 y 80. Su carisma y su expresividad lo llevarían a una exitosa carrera humorística, siendo figura central en Radio Rochela y en varios programas de humor como: "Qué Gozadera", "Onofre Pecho Pelúo" y su propio programa "El Show De López", éxito que ha sido transmitido en varios países.

## Trayectoria
Con el programa “Que Gozadera”en 1968 logró  junto a Martha Olivo y Rosario Prieto, un alto índice de audiencia en Venezuela, compitiendo con otro grande de la televisión Musiú Lacavalerie. El sketh caricaturizaba un hippie un pavo pero de 38 años "que vive con sus padres, lleva hirsuta melena, pintoresco suéter y descabelladas ocurrencias, y cuya gran ilusión es tener una guitarra eléctrica aunque deba conformarse con un cuatro".
Con Genovevo tendrá  uno de los programas cómicos con mayor éxito en la carrera profesional de Pepeto López en los años 70, con las actuaciones de Kiko Mendive (papel de padre de Genovevo) y Martha Olivo (papel de la madre), Genovevo trata de un joven “flojo” que se le exigía que trabajara. También Pepeto López realizó famosas parodias en Radio Rochela con los personajes de “Félix Gonzalito” junto a la actriz comediante Martha Piñango, y el polémico "Papupapa" que tuvo amplia aceptación, sin embargo hubo quejas resueltas por parte de la cultura indígena, por malentendido al cual se le aclaró que se trataba de una parodia si se quiere de Tarzán. Igualmente exitoso fue su programa "El Show de López", junto al actor Umberto Buonocuore, donde se hizo célebre la expresión “Ponerse las pilas”, en este punto Pepeto había llegado a la cúspide del entretenimiento al estar presente en las pantallas venezolanas tres veces por semana: los lunes con Radio Rochela, los miércoles con Honofre, y los jueves con El Show de López.  
En 1987 tuvo un breve paso por Venezolana de Televisión.  
Durante años trabajó en el  programa humorístico denominado "Radio Rochela", transmitido por RCTV de manera ininterrumpida y en el cual se convirtió en un actor benemérito del programa.  En 2010, luego de cumplir 50 años en la actuación, recibió una placa conmemorativa por Venevisión (en el programa A Que Te Ríes). Fue víctima de un bulo sobre su fallecimiento en 2012, información desmentida por sus más allegados. Pepeto López se retiró de la actuación dedicado a la vida hogareña, sufrió una recaída de salud, del cual se recuperó.

## Fallecimiento
El humorista falleció en la madrugada del lunes 10 de diciembre de 2018.

## Programas de televisión
| Programa         | Año       | Televisora | Personaje                                                  |  |
| ---------------- | --------- | ---------- | ---------------------------------------------------------- |  |
| Qué Gozadera     | 1968      | CVTV       | Hippie                                                     |  |
| Radio Rochela    | 1959-2010 | RCTV       | Félix Gonzalito, Papupapa, figuras políticas, entre otros. |  |
| Genovevo         | Años 70   | RCTV       | Genovevo                                                   |  |
| El Show de López | 1982-1985 | RCTV       | Varios Sketch                                              |  |
| ¡A que te ríes!  | 2010-2013 | Venevisión | Invitado especial                                          |  |

## Telenovelas
el humorista participó en telenovelas de Id Red Canal Television siendo 
- Maria Karina (1968) rol secundario personaje ludovico rodriguez
- Juana (1969) rol protagonista al lado de Lila Morillo personaje wuachimon
- Maria Valeria (1993) rol primer actor personaje don carleus
- Maria Jose (telenovela de 1994) rol primer humorista don marivolo
- Carolina (telenovela de 2010) rol primer actor don ramon rodriguez de la vega
- Maria Lucia (telenovela de 2011) rol primer actor don genovevo rodriguez fernandez